# Boophone haemanthoides
Boophone haemanthoides F.M.Leighton é uma espécie de planta bulbosa (geófito) pertencente à família Amaryllidaceae, nativa da Namíbia e da África do Sul. A espécie apresenta folhagem em leque, com folhas robustas e onduladas, e um bolbo escamoso com mais de metade do seu volume acima do solo. Ao florir produz uma grande inflorescência umbeliforme com flores rosadas com tépalas estreitas.